# Episodi di Superman & Lois (quarta stagione)
La quarta e ultima stagione della serie televisiva Superman & Lois è stata trasmessa negli Stati Uniti su The CW dal 7 ottobre al 2 dicembre 2024. 
La stagione è stata annunciata a giugno 2023, mentre a novembre dello stesso anno è stato reso noto che la quarta sarebbe stata l'ultima.
In Italia la stagione è ancora inedita.
| n° | Titolo originale         | Titolo italiano | Prima TV USA     | Prima TV Italia |
| -- | ------------------------ | --------------- | ---------------- | --------------- |
| 1  | The End & The Beginning  |                 | 7 ottobre 2024   |                 |
| 2  | A World Without          |                 | 7 ottobre 2024   |                 |
| 3  | Always My Hero           |                 | 14 ottobre 2024  |                 |
| 4  | A Perfectly Good Wedding |                 | 21 ottobre 2024  |                 |
| 5  | Break the Cycle          |                 | 28 ottobre 2024  |                 |
| 6  | When The Lights Come On  |                 | 4 novembre 2024  |                 |
| 7  | A Regular Guy            |                 | 11 novembre 2024 |                 |
| 8  | Sharp Dressed Man        |                 | 18 novembre 2024 |                 |
| 9  | To Live and Die Again    |                 | 25 novembre 2024 |                 |
| 10 | It Went By So Fast       |                 | 2 dicembre 2024  |                 |

## The End & The Beginning
- Titolo originale: The End & The Beginning
- Diretto da: Gregory Smith
- Scritto da: Brent Fletcher, Todd Helbing

### Trama
Lex Luthor acquista un hotel a Smallville come sua nuova base operativa e continua a molestare i Kent. Jordan salva Sam da Luthor e dai suoi subordinati Otis e Gretchen (che rivela che Gretchen non è il suo vero nome). La battaglia tra Superman e Doomsday raggiunge il culmine quando Doomsday apparentemente uccide Superman, consegnando il suo cuore a Luthor che lo mette in una scatola realizzata da un dipendente della LuthorCorp di nome Milton mentre presenta il suo cadavere ai Kent. Nel frattempo, Luthor e la sua socia Amanda McCoy cercano di rintracciare la figlia ormai estraniata di Luthor, Elizabeth. Dopo aver sentito del salvataggio di Sam, Luthor consiglia a Otis e "Gretchen" di tenere un profilo basso per un po'.
Dei flashback mostrano i primi giorni della relazione di Lois con Clark e la sua lotta originale per far incarcerare Luthor, il quale ritiene che fosse un tentativo di impedirgli di cercare la kryptonite da usare contro Superman.

## A World Without
- Titolo originale: A World Without
- Diretto da: Sudz Sutherland
- Scritto da: Katie Aldrin, Kristi Korzec

### Trama
Mentre Lana impedisce alla folla di avvicinarsi al corpo di Superman, Jordan porta il corpo alla Fortezza dove Lara lo mette nella stessa stasi usata originariamente per i suoi criminali. Smallville piange la morte di Superman. Sperando di far rivivere suo padre, Jordan tenta di localizzare il cuore di Superman e affronta Luthor durante il suo incontro con un membro della LuthorCorp di nome Sebastien "Bash" Mallory che smaschera il suo bluff e scopre anche che Superman e Clark erano la stessa persona. Quella notte, Jonathan si intrufola nell'hotel di Luthor per cercare di localizzare il cuore con l'aiuto di Sarah. Jordan rintraccia il cuore in un cantiere navale, ma viene intrappolato da Luthor, che lo rende inabile e distrugge il cuore. Luthor chiama Lois e le dice di scegliere quale figlio sopravviverà, anche se alla fine lascia andare Jordan mentre Lana trova e accompagna Jonathan a casa. Amanda dice a Luthor che Sam ha organizzato la fuga della figlia Elizabeth. I Kent si recano alla Fortezza per piangere la morte di Superman, dove Lara rivela un regalo d'addio di Clark: un ologramma di se stesso creato da lui stesso in caso di sua dipartita.

## Always My Hero
- Titolo originale: Always My Hero
- Diretto da: David Giuntioli
- Scritto da: Brent Fletcher, Todd Helbing

### Trama
Sam recluta John Henry e Natalie nella Squadra K del DOD e chiede al generale Hardcastle il siero che Bruno Mannheim ha usato per resuscitare Bizarro. Lois pubblica un rapporto sulla morte di Superman, che porta a una discussione tra i gemelli durante la quale si manifestano i poteri di Jonathan. Lois informa Sam e Jonathan accetta di sottoporsi all'addestramento. Luthor visita Jordan e gli fa ascoltare la telefonata di Lois, rivelando che ha scelto di salvare Jonathan. Jordan l'accusa di aver favorito Jonathan e di aver mandato ingiustamente Luthor in prigione. Luthor costringe il membro della Squadra K Jonell Jones a ottenere la posizione di Elizabeth da Sam, ma Sam rifiuta e viene colpito, spingendo Luthor a inviare Doomsday. Sam si inietta il siero mentre John Henry e Natalie ritardano Doomsday, che alla fine spezza il collo a Sam. Tornando a casa, Natalie fa ascoltare un messaggio di addio di Sam ai Kent mentre John Henry trasporta il corpo di Sam alla Fortezza e fa trasferire a Lara il suo cuore a Clark, che dovrebbe rianimarlo grazie al siero che si è iniettato. Più tardi, i Kent e gli Iron tengono un servizio funebre per Sam mentre Superman si risveglia.
Nei flashback si vede Clark e Lois rivelare a Sam che Clark è Superman e Sam è in apprensione nel dare a Clark la sua benedizione per sposare Lois.

## A Perfectly Good Wedding
- Titolo originale: A Perfectly Good Wedding
- Diretto da: Gregory Smith
- Scritto da: George Kitson, Max Kronick

### Trama
Clark torna a casa, anche se precipita in volo mentre si allena con Jonathan e si rende conto di avere meno forza e resistenza rispetto al passato. Jordan sente "Gretchen" esprimere dubbi sulla sua fedeltà a Luthor quando lascia dei messaggi per Otis. Lois la identifica come Cheryl Kimble e viene portata da lei in volo da Jonathan, dove la implora di tradire Luthor e di unirsi a lei. Più tardi, Jordan perdona Lois per la telefonata. Nel frattempo, Kyle e Chrissy organizzano il loro matrimonio e chiedono a Clark e Lois di essere, rispettivamente, il testimone e la damigella d'onore. La madre di Chrissy arriva e si preoccupa che sua figlia sposi Kyle solo perché è incinta. Dopo aver parlato con Sarah e Lois, Chrissy si rende conto di non sapere molto di Kyle, anche se lo ama ancora. Alla cerimonia in cui Coach Gaines è il DJ, Jonathan se ne va per spegnere un incendio a Metropolis e trova Cheryl che viene attaccata dallo scagnozzo di Luthor, Hacksaw Kronick. Superman li salva e fa in modo che John metta Hacksaw in custodia del DOD, anche se Cheryl fugge. Tornati a casa, Kyle e Chrissy decidono di rimandare il loro matrimonio e Jordan dà a Jonathan la sua tuta. Più tardi quella notte, i media iniziano a riferire la notizia del ritorno di Superman.

## Break the Cycle
- Titolo originale: Break the Cycle
- Diretto da: Elizabeth Henstridge
- Scritto da: Adam Mallinger

### Trama
Al ritorno a Smallville, Luthor viene intercettato da Superman, che gli consiglia di lasciar da parte la sua rabbia. Con Superman incapace di sconfiggere Doomsday, Lois localizza Elizabeth in Francia sperando che possa dissuadere Luthor. Jonathan porta Lois lì, lasciando Jordan con Candice, che è venuta a fargli visita. Elizabeth incontra con riluttanza Luthor a Smallville e rivela di essere incinta di sei mesi. Dopo aver parlato con Clark, Elizabeth accetta di accogliere il padre di nuovo nella sua vita a condizione che lasci in pace i Kent. Luthor rifiuta ed Elizabeth se ne va, non volendo esporre suo figlio all'odio di Luthor. Nel frattempo, Candice comincia a sospettare di Jonathan quando sparisce più volte e minaccia di andarsene quando lui si rifiuta di dirle la verità. Alla fine Jordan le racconta tutto e lei e Jonathan si riconciliano. Clark si prepara a evacuare i Kent alla Fortezza, ma Lois rivela di aver trovato il dispositivo usato per evocare Doomsday e di averlo convinto a ricordare la sua famiglia dal Mondo Inverso. Tornato a Metropolis, McCoy rivela a Luthor che Doomsday è scomparso.
I flashback mostrano Luthor e la sua ex moglie Erica che divorziano, i suoi sforzi per convincere Elizabeth a stare con lui e Superman che lo arresta dopo aver lasciato Elizabeth a scuola.

## When The Lights Come On
- Titolo originale: When The Lights Come On
- Diretto da: Ian Samoil
- Scritto da: Brent Fletcher, Todd Helbing, Kristi Korzec

### Trama
Luthor progetta di acquistare un terreno da Aidy Manning e minaccia Lana affinché le permetta di costruire una nuova sede a Smallville, confondendo McCoy e la LuthorCorp. Lana e Clark convincono Aidy a fermare la vendita, anche se temono che abbia accettato solo perché conosce l'identità segreta di Clark. In un bar locale, Luthor offre ad Aidy e agli altri clienti 10 milioni di dollari a testa, ma loro rifiutano. Nel frattempo, Jonathan inizia a sovraccaricarsi di lavoro come supereroe. Lois tenta di dissuadere McCoy, rivelando che Luthor ha tagliato i legami con Elizabeth. L'allenatore Gaines, consapevole dei poteri dei gemelli, tenta di reclutarli per la stagione di football. Jordan chiede di lavorare al diner, sconcertando Sarah, che invidia la sua libertà di andare ovunque. Quella notte, Otis irrompe in casa di Lana e cerca di strangolarla, ma viene fermato da Sarah e portato al DOD. Infuriato, Clark affronta Luthor fuori dall'hotel, ma viene privato di energia dai lampioni rossi installati da Milton. Con la sua famiglia che guarda, Clark sconfigge Luthor in una rissa e lo avverte di non tornare mai più a Smallville. Sarah decide di studiare all'estero, cosa che Lana gli consente. Tornata a Metropolis, McCoy riafferma la sua lealtà a Luthor e gli dice che ha bisogno di un "completo killer".

## A Regular Guy
- Titolo originale: A Regular Guy
- Diretto da: Gregory Smith
- Scritto da: Katie Aldrin, George Kitson

### Trama
Clark cerca di dimostrare ai cittadini di Smallville che non è Superman. Timmy Ryan affronta i gemelli per i loro poteri, arrabbiato per come non potesse competere con loro nella squadra di calcio. Clark e i gemelli poi mentono alla madre di Timmy sui loro poteri nonostante l'insistenza di Timmy. Nel frattempo, per permettersi una casa, Chrissy considera di vendere la sua quota del Gazette. Mentre cena con lei, Kyle e Clark, Lois decide di usare l’eredità lasciata da suo padre per comprare la quota di Chrissy in modo che possano continuare a lavorare insieme. Il padre di Candice, Emmet, entra nel diner e spara a Clark, volendo esporre la sua identità. Dopo che Kyle arresta Emmet, i Kent apprendono che Emmet aveva appreso l'identità di Clark da Luthor, non da Candice. Rendendosi conto di quanti danni stia causando il loro segreto, i Kent decidono di smettere di nasconderlo. La mattina dopo, il Daily Planet intervista Clark e rivela pubblicamente la sua identità. Non avendo più bisogno dei suoi occhiali in pubblico, si riconcilia con Jimmy Olsen al ristorante.
I flashback mostrano Clark che si unisce alla squadra di softball del Daily Planet. Jimmy sospetta della vera identità di Clark quando le sue assenze coincidono con le apparenze di Superman, costringendo Clark a prendere le distanze per proteggere il suo segreto.

## Sharp Dressed Man
- Titolo originale: Sharp Dressed Man
- Diretto da: Michael Cudlitz
- Scritto da: Brent Fletcher, Todd Helbing

### Trama
Lois scopre di essere guarita dal cancro, mentre John e Natalie, senza saperlo, salvano Milton da un incidente d'auto inscenato. La LuthorCorp organizza un'intervista tra Gordon Godfrey e Luthor, che sfida Lois a un dibattito. John viene a sapere che Otis è stato trovato morto nella sua cella prima di poter testimoniare contro Luthor. Inoltre, esegue dei test su Clark e scopre che i suoi poteri stanno lentamente diminuendo. Nel frattempo, Natalie fatica a trovare un equilibrio tra lavoro e vita personale. Candice lascia Jonathan, arrabbiata perché viene perseguitata da persone a causa della sua popolarità. Jordan e Natalie lo convincono a incontrarla di persona, e i due si riconciliano. Durante l'intervista, Luthor mostra filmati di Clark mentre lo affronta e di Jonathan che si infiltra nel suo hotel. Mentre Lois tenta di chiamare Elizabeth, Milton prende il controllo delle armature di John e Natalie, costringendole ad attaccare i Kent, con John intrappolato nella prima. In virtù di ciò, Superman vola in direzione dell'armatura di John, rompendo la finestra dell'attico, salva dunque John e disattiva la sua armatura, mentre i gemelli distruggono quella di Natalie. Più tardi, quella sera, Godfrey espone pubblicamente Lois come la moglie di Superman e la diffama. Luthor e McCoy si scambiano un bacio. Clark e Lois informano i gemelli della condizione di Clark. Milton recupera l’armatura di John e la modifica per adattarla all’uso di Luthor.

## To Live and Die Again
- Titolo originale: To Live and Die Again
- Diretto da: Jai Jamison
- Scritto da: Jai Jamison

### Trama
Luthor espone le condizioni di Clark sul sito web della GODFREY!. McCoy fa causa a Lois per diffamazione e accenna alla morte di Cheryl. Lois visita Mannheim in prigione e lui è sorpreso dalla morte di Cheryl perché lei e Luthor un tempo erano innamorati. Rendendosi conto che una situazione simile si sta verificando con McCoy, Lois la avverte che Luthor si rivolterà ancora contro di lei. Alla Fortezza, Clark perde le speranze con i gemelli quando non mostrano progressi sostanziali nell'allenamento. Lara gli dice che i gemelli non possono eguagliare la sua forza perché metà-kryptoniani, ma Lois gli dice di concentrarsi su ciò che i gemelli possono fare, non su ciò che non possono fare. Li fa uscire di nuovo per allenarsi e dice loro di lavorare insieme. Milton individua Doomsday nelle miniere e Luthor torna a Smallville, progettando di scatenare Doomsday sulla città. McCoynon condivide questa parte del piano, ma Luthor ribadisce la sua decisione e lei se ne va. Usando la tuta di John, Luthor uccide e rianima Doomsday e lo manda ad attaccare Smallville. Nonostante i tentativi di Lois di ragionare con Doomsday, Superman è costretto a tenerlo a bada mentre i gemelli salvano i cittadini. Quasi sconfitto, Superman dice alla sua famiglia che li ama prima di essere portato via da Doomsday.

## It Went By So Fast
- Titolo originale: It Went By So Fast
- Diretto da: Gregory Smith
- Scritto da: Brent Fletcher, Todd Helbing

### Trama
Nonostante Superman insista nel combattere Doomsday da solo, Lois incoraggia i gemelli ad aiutare il loro padre. Grazie alla distrazione che creano, Irons riesce a infliggere un colpo critico alla testa del mostro con il suo martello. Mentre Superman lo porta nello spazio, Doomsday, avendo recuperato i suoi ricordi come Bizarro, si lascia spingere nel sole per essere ucciso definitivamente. Lois fa sì che i gemelli salvino McCoy da un tentativo di assassinio orchestrato da Luthor, in modo che possa confessare pubblicamente la verità sui suoi crimini. Luthor attacca la famiglia a Smallville, quasi uccidendo Jonathan, finché Jordan riesce a rianimarlo. Prima che possa uccidere Lois, Superman ritorna e porta la loro battaglia finale in cielo. Nonostante la kryptonite e la sua tuta avanzata, Superman riesce infine a sconfiggere Luthor, mentre Irons e il DOD arrestano Fine, e McCoy rivela al pubblico le attività criminali di Luthor. Luthor viene condannato all'ergastolo nella prigione di Stryker, dove Bruno Mannheim si assicura che la sua permanenza non sia lussuosa come prima.
Il finale della serie mostra gli eventi 32 anni dopo la sconfitta di Luthor. Irons sposa Lana, con Clark che la accompagna all'altare e Lois che officia la cerimonia. Chrissy e Kyle scoprono che aspettano un altro figlio. Superman forma una squadra di supereroi con Jonathan, Jordan, Irons e Natalie. Clark e Lois usano la loro fama per collaborare con enti di beneficenza e attirare l'attenzione su vari problemi globali. I gemelli crescono, si sposano e hanno diversi figli. Con il passare degli anni, il cancro di Lois torna e alla fine la porta via. Dopo la sua morte, Clark adotta un golden retriever che chiama Krypto per fargli compagnia. Qualche anno dopo, Clark muore a causa del malfunzionamento del cuore sostitutivo, con i suoi figli al suo fianco. Riflette su tutte le persone della sua vita prima di riunirsi finalmente con Lois nell'aldilà.